# Grše
Grše, pseudonimo di Grgo Šipek (Signo, 22 novembre 1995), è un rapper croato.

## Biografia
Cresciuto principalmente a Treglia, Grše ha intrapreso la sua carriera musicale professionale nel 2018, dopo aver fondato l'etichetta discografica Blockstar Digital. L'artista ha pubblicato il suo album in studio d'esordio, intitolato Tilurium, nell'ottobre dell'anno successivo. Al disco ha fatto seguito il secondo LP Platinum, uscito nel 2021, il quale contiene la traccia Highlife, collocatasi in 15ª posizione nella Croatia Songs.
Mamba è stato il suo primo singolo a debuttare in top ten nella graduatoria croata di Billboard, mentre la hit Mamma mia lo ha reso il primo croato a esordire direttamente in vetta alla suddetta classifica; inoltre, il brano ha mantenuto la medesima posizione per diciassette settimane non consecutive.
Nel marzo 2024 Grše ha ottenuto il suo primo Porin, il principale riconoscimento musicale nazionale organizzato dalla Hrvatska diskografska udruga, nella categoria di miglior collaborazione vocale con Led, un duetto con Miach. Con quest'ultima ha inciso un'ulteriore collaborazione, intitolata Fantazija e tratta dal terzo disco; il pezzo, presentato dal vivo alla Dom sportova di Zagabria, ha esordito direttamente in vetta alla Croatia Songs, guidando la classifica per quattordici settimane di fila. È stato successivamente pubblicato il tormentone estivo Forza, rimasto in cima alla classifica croata per dodici settimane consecutive.

## Discografia

### Album in studio
- 2019 – Tilurium
- 2021 – Platinum

### Singoli
- 2019 – Ti si mrtav
- 2019 – Kavez
- 2020 – Prvak
- 2021 – Pun kurac para (con Bore Balboa)
- 2021 – Mamići (con Vojko V)
- 2022 – Mamba
- 2022 – Božji dar
- 2022 – Sve za gang
- 2022 – Sin City
- 2022 – SIP
- 2023 – Mamma mia
- 2024 – Fantazija (con Miach)
- 2024 – Tokyo Drift (con Mimi Mercedez)
- 2024 – Dalmatino
- 2024 – Kamagra (con Sajfer)
- 2024 – Forza
- 2025 – Abu Dhabi
- 2025 – Balalajka (con Peki)